# Konkretmurverk
Ett konkretmurverk är ett mellanting mellan vanligt granitmurverk och betong som användes till valvbroar. Sådana murades av sprängsten, som utan egentlig bearbetning av ytorna inlägges på högkant i cementbruk. Konkretmurverk började användas runt första världskriget då det var ett billigare sätt att bygga på. Då främst för vägbroar, men även för mindre järnvägsbroar. 